# Террін
Террін (фр. Terrine) — страва з овочів, м'яса або риби, в вигляді тонких скибочок — хлібців. Термін Terrine у Франції та інших країнах відомий також як супник.

## Компоненти
Террін готують з м'ясного фаршу, філе червоної і білої риби, додаючи сир, овочі і прянощі.

## Приготування
Отриману масу укладають у формочки або нарізають тонкими скибочками після запікання. Готову страву подають охолодженою.